# Batalla del Banco Dogger (1781)
La batalla del Banco Dogger, acaeció el 5 de agosto de 1781, en el marco de la cuarta guerra anglo-neerlandesa y la guerra de Independencia de los Estados Unidos. Fue una sangrienta acción de guerra entre buques británicos bajo el mando del vicealmirante Sir Hyde Parker y un escuadrón neerlandés comandado por el vicealmirante Johan Zoutman.

## Antecedentes
En diciembre de 1780, Gran Bretaña había declarado la guerra a los Países Bajos, implicándola en la guerra de Independencia de Estados Unidos. Los holandeses habían estado abasteciendo a los rebeldes americanos y sus aliados franceses durante años. La ruptura de hostilidades significaba un riesgo para el comercio británico en el Mar Báltico y en el Mar del Norte, por lo que Gran Bretaña inició un bloqueo de las costas neerlandesas, para proteger sus mercantes y asfixiar el tráfico marítimo de Holanda. La situación política de los Países Bajos era turbulenta, y ello redundó en una completa inacción contra la acción naval británica. Como resultado, el comercio holandés se vio colapsado.

## La batalla
Finalmente, se decidió enviar una flota mercante bajo protección de una significativa fuerza naval militar, comandada por Johan Zoutman. La flota británica, que acompañaba un convoy desde el Báltico, avistó en la mañana del 5 de agosto a la flota holandesa. Una vez evacuados los mercantes a la costa inglesa, el vicealmirante Parker se lanzó a la caza de los holandeses. Estos colocaron sus buques de línea entre las fuerzas de Parker y su convoy. Desde las 8 hasta las 11 de la mañana se alargó la batalla. Hacia media mañana, los buques mercantes holandeses retornaron hacia sus costas, en el Texel. El número de bajas fue elevado y supuso una victoria estratégica británica. Los holandeses, aunque celebraron la batalla como una victoria, no volvieron a sacar su Armada de puerto durante toda la guerra, y vieron su comercio naval seriamente dañado. No obstante, y en el curso de la guerra de Independencia de Estados Unidos, su impacto fue poco significativo.